# Contea di Lawrence (Dakota del Sud)
La contea di Lawrence, in inglese Lawrence County, è una contea dello Stato del Dakota del Sud, negli Stati Uniti. La popolazione al censimento del 2000 era di 21 802 abitanti. Il capoluogo di contea è Deadwood.